# Turisme a Romania
El sector turístic de Romania va tenir una contribució directa de 5,21 milions d'euros al producte interior brut (PIB) el 2018, lleugerament superior al del 2017, situant Romania al lloc 32 del món, per davant d'Eslovàquia i Bulgària, però darrere de Grècia i la República Txeca. La contribució total del sector turístic a l'economia de Romania, que també té en compte les inversions i despeses determinades per aquest sector, va ser d'uns 15.300 milions d'euros el 2018, un 8,4% més que el 2017.
Durant els primers tres mesos de l'any 2018, hi havia 3,12 milions de turistes estrangers. En comparació amb els mateixos 3 mesos de l'any anterior, les arribades van augmentar un 10,9% i les pernoctacions en establiments d'allotjament van augmentar un 7,1%.
Durant els primers nou mesos de l'any 2019, hi havia 10 milions de turistes estrangers. En comparació amb els mateixos 9 mesos de l'any anterior, les arribades van augmentar un 10,2%.
Segons les estadístiques nacionals de turisme, 15,7 milions de turistes nacionals i estrangers van allotjar-se durant la nit el 2018. D'aquests 2,2 milions es registren com a turistes estrangers.
Les ciutats més visitades són Bucarest, Constanța, Brașov, Timișoara, Sibiu, Alba-Iulia, Cluj-Napoca, Sighișoara i Iași. Les principals atraccions turístiques naturals inclouen el Danubi, les muntanyes dels Carpats i el mar Negre.

## Llocs del Patrimoni Mundial de la UNESCO a Romania

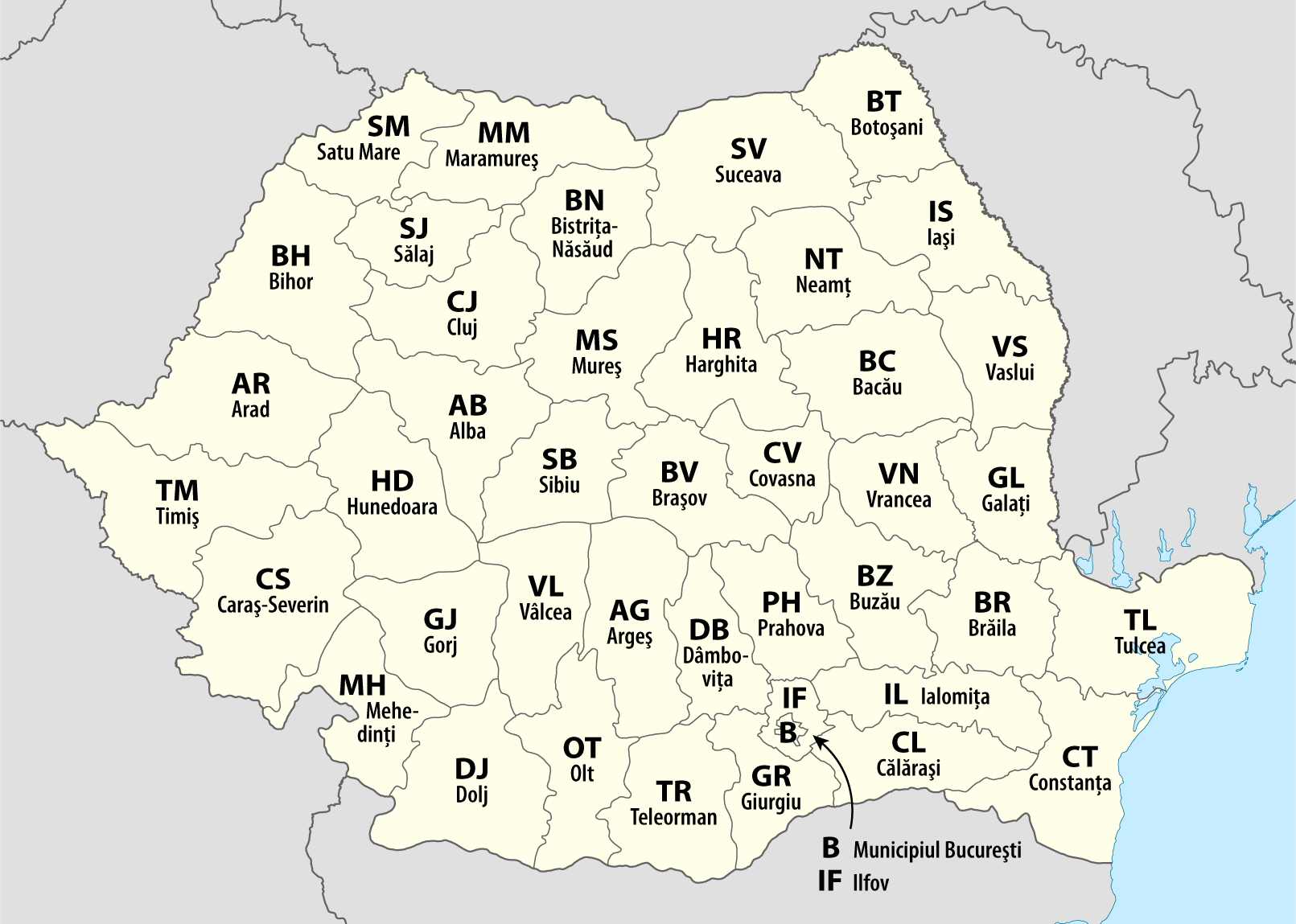
Divisions administratives de Romania

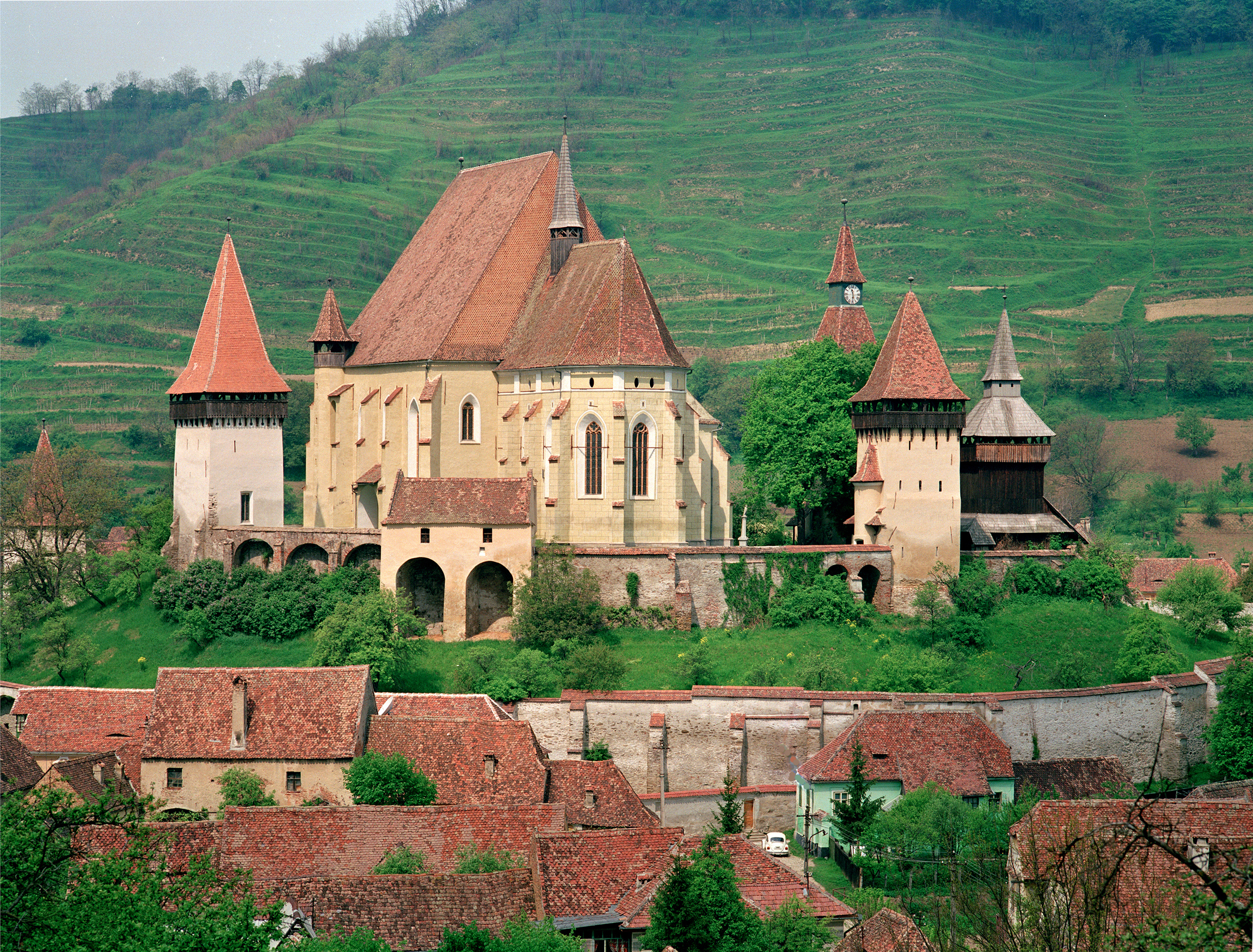
Biertan (Birthälm) Església fortificada medieval saxona de Transsilvània al comtat de Sibiu, al centre de Romania

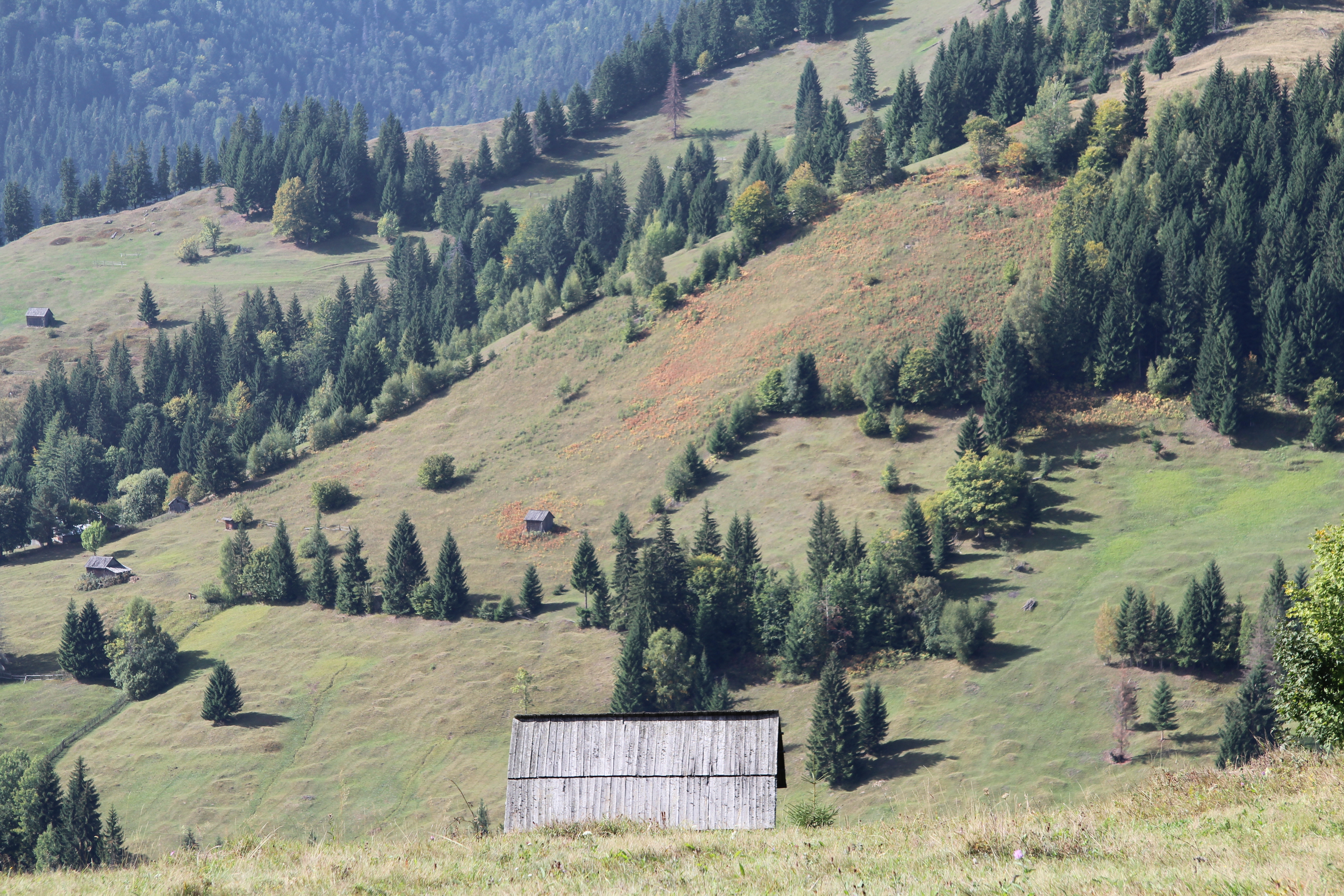
Bosc secular de Slătioara a prop de Câmpulung Moldovenesc al comtat de Suceava, al nord-est de Romania

- Esglésies de Moldàvia - Les vuit esglésies ortodoxes romaneses de Moldàvia es troben al comtat de Suceava, al nord de Moldàvia (Bucovina) i es van construir aproximadament entre 1487 i 1583.
- Fortaleses dacies de les muntanyes Orăștie - Les sis fortaleses (Sarmizegetusa Regia, Costeşti-Cetăţuie, Costeşti-Blidaru, Piatra Roşie, Bănița i Căpâlna) que formaven el sistema defensiu de Decebalus es van crear als segles I aC i dC com a protecció contra la conquesta romana., i va tenir un paper important durant les guerres romano-dacies.
- Centre històric de Sighișoara: és una ciutadella medieval habitada que va ser construïda al segle XII per colons saxons amb el nom llatí Castrum Sex i és el lloc de naixement de Vlad III l'Impalador també conegut amb el nom de comte Dràcula.
- Delta del Danubi: és el segon delta fluvial més gran d'Europa i es conserva millor al continent.
- Monestir d'Horezu: va ser fundat el 1690 pel príncep Constantin Brâncoveanu a la ciutat de Horezu, al comtat de Vâlcea, Valaquia, Romania i es considera una obra mestra de l'estil brâncovenesc, coneguda per la seva puresa arquitectònica i equilibri, la riquesa el seu detall esculpit, el tractament de les composicions religioses, els seus retrats votius i les seves obres decoratives pintades.
- Pobles amb esglésies fortificades a Transsilvània: són set pobles (sis saxons i un székely) fundats pels saxons transsilvans. Estan dominades per esglésies fortificades i caracteritzades per un patró d'assentament específic que s'ha conservat des de la baixa edat mitjana.
- Esglésies de fusta de Maramureș: són construccions de fusta alta amb uns característics campanars alts i prims a l'extrem occidental de l'edifici. Són una expressió vernacla particular del paisatge cultural d'aquesta zona muntanyosa del nord de Romania. Aquestes esglésies són: Bârsana, Budești, Desești, Ieud, Plopiș, Poienile Izei, Rogoz, Șurdești.
- Boscos originals de faigs dels Carpats i altres regions d'Europa

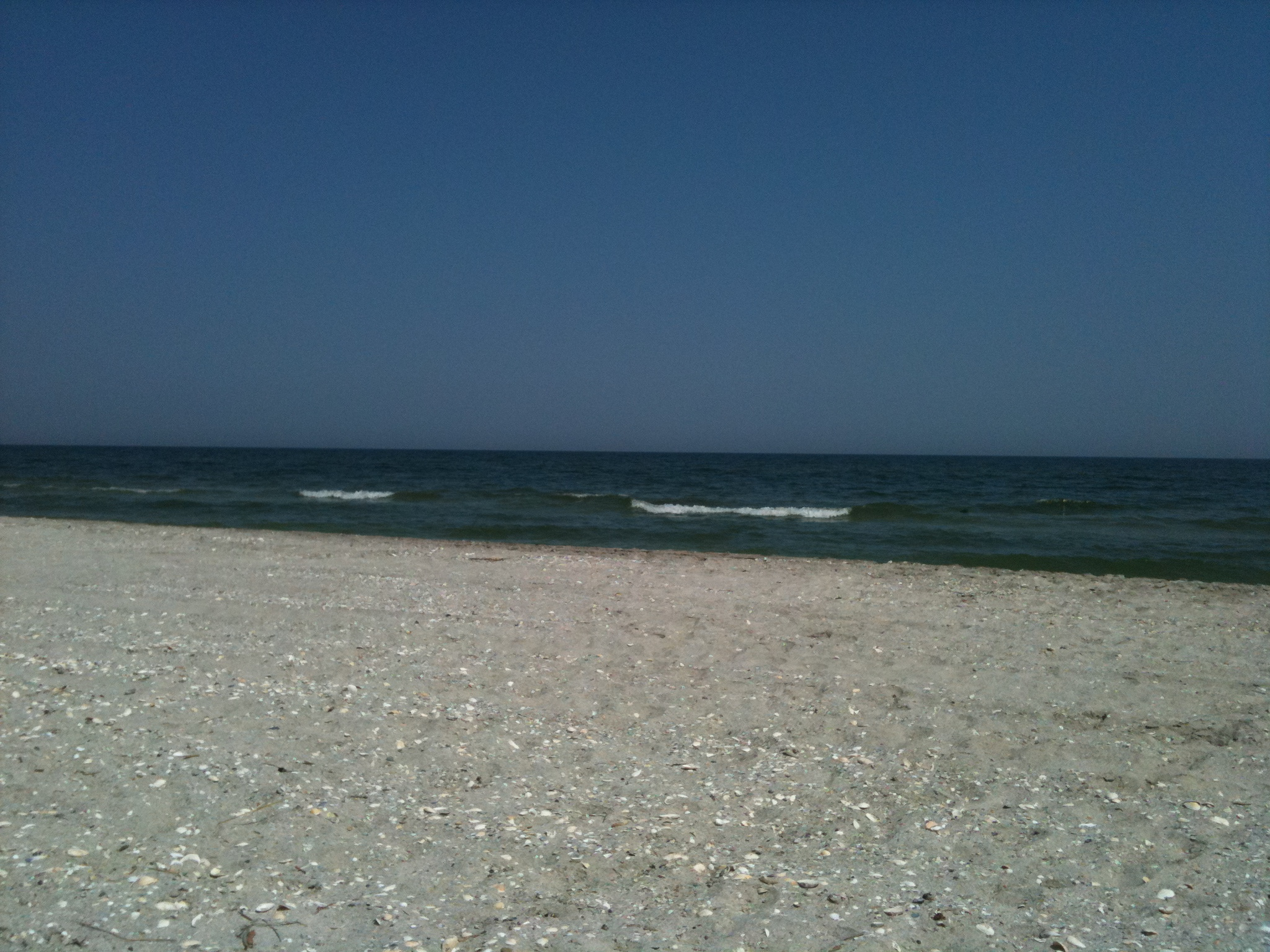
Platja verge protegida a Corbu, al comtat de Constanța, al sud-est de Romania

- Nedar a les estacions del Mar Negre (de nord a sud): Năvodari, Mamaia, Constanța, Eforie Nord, Eforie Sud, Costinești, Olimp, Neptun, Júpiter, Cap Aurora, Venus, Saturn, Mangalia, 2 Mai i Vama Veche.
- Esquiar a les estacions de muntanya: Sinaia, Bușteni, Semenic, Azuga, Straja, Păltiniș, Rânca, Cavnic, Arieșeni, Predeal i Poiana Brașov.
- Ciutats culturals de Bucarest, Timișoara, Sibiu, Brașov, Cluj-Napoca, Oradea, Arad, Alba Iulia, Sighișoara, Târgu Mureș i Iași.
- Turisme rural, que gira principalment al voltant del folklore i les tradicions de Banat, Maramureș i Bucovina. Donat el seu caràcter muntanyós i aïllat i la diversitat de la població, els habitants d'aquestes dues regions del nord de Romania han mantingut tradicions antigues com pintar ous de Pasqua,[5] pintar cases i fins i tot en algunes parts han mantingut viva l'antiga arquitectura local.
- Senderisme pels Carpats amb moltes barraques disponibles[cal citació]
- Balnearis i centres termals: Băile Herculane, Băile Felix, Buziaș, Sovata, Călimănești, Moneasa i Techirghiol
- Museus
- Viatgeu amb trens de locomotores de vapor Mocănița a les zones muntanyenques del Banat, Maramureș, Transsilvània i Bucovina.[6]
- Recórrer els canals d'aigua del delta del Danubi i allotjar-se en pobles tradicionals als quals només s'hi pot accedir amb vaixells com Sfântu Gheorghe.[7]

## Principals atraccions turístiques
- Molts castells i fortificacions medievals
- Cova de Scărișoara i Cova dels Ossos, ambdues situades a les muntanyes Apuseni
- Esfinx i Babele, ambdues situades a les muntanyes de Bucegi
- Parc nacional Cheile Nerei-Beușnița, parc nacional Domogled-Valea Cernei, parc nacional del Congost de Semenic-Caraș, portes de ferro al comtat de Caraş-Severin
- Massís de Ceahlău, al comtat de Neamţ
- Muntanyes de Piatra Craiului
- Volcans de fang Berca, al comtat de Buzău
- Cementiri Merry, a Săpânța, comtat de Maramureș
- Palau del Parlament, Bucarest, un dels edificis més grans del món
- Carrer Lipscani, al nucli antic de Bucarest, la zona comercial més important de la ciutat i del Principat de Valàquia des de l'edat mitjana fins a principis del segle xix
- Carretera Transfăgărășan
- Carretera Transalpina
- Congost de Turda (Cheile Turzii)
- Mina de sal Turda
- Mines de Sal Praid
- Iron Gates (Congost del Danubi)
- Illa Hațeg, comtat de Hunedoara
- Sighișoara, una ciutat fortificada medieval al sud-est de Transsilvània (també bressol de Vlad Țepeș)
- El nucli antic de Timișoara
- Cascada Bigăr: segons The World Geography, la cascada Bigăr és una cascada única a tot el món.[8]
- Parc nacional de Cozia, amb muntanyes, ruïnes antigues i castells medievals
- Delta del Danubi

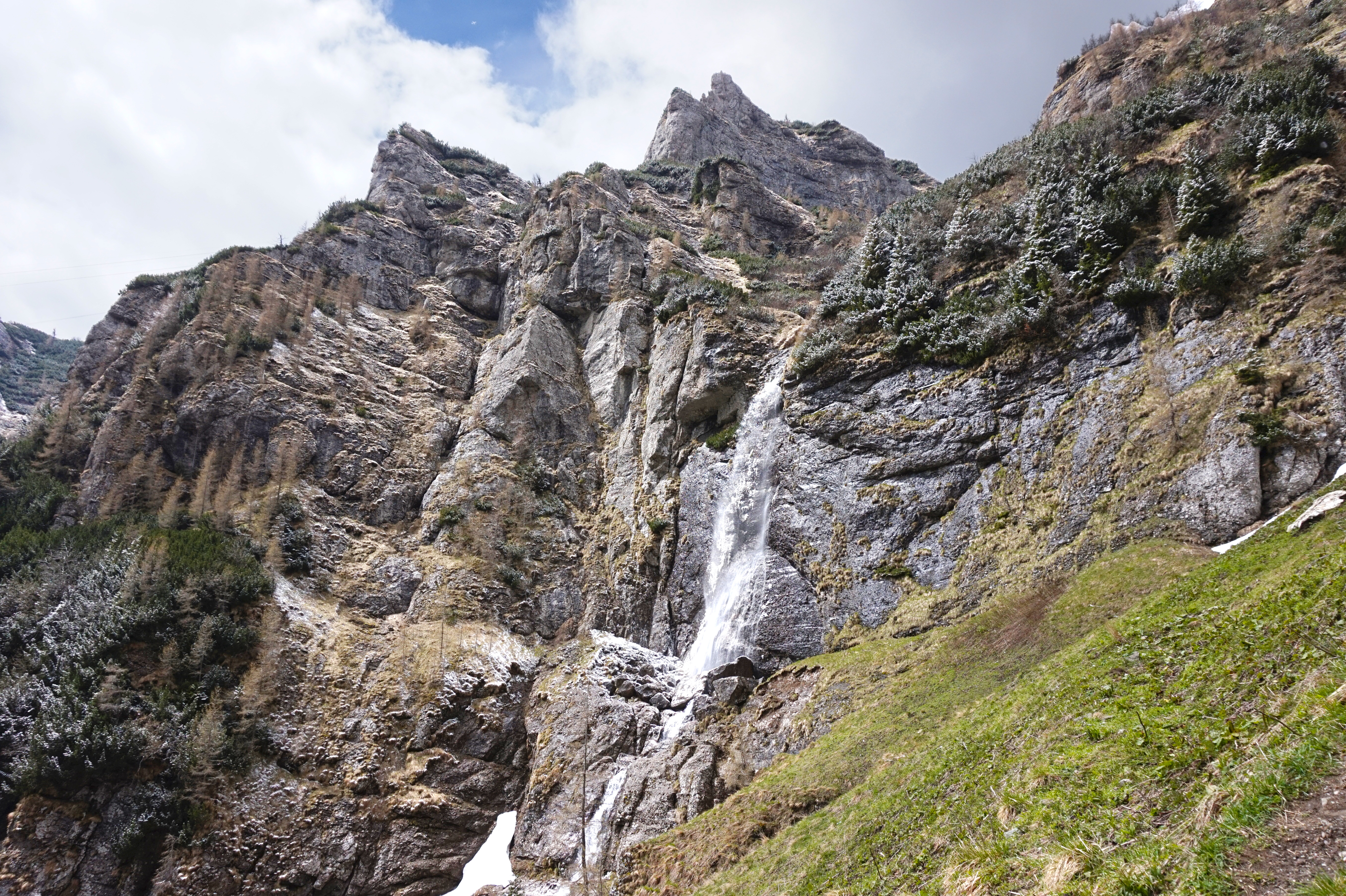
Cascada a les muntanyes de Bucegi
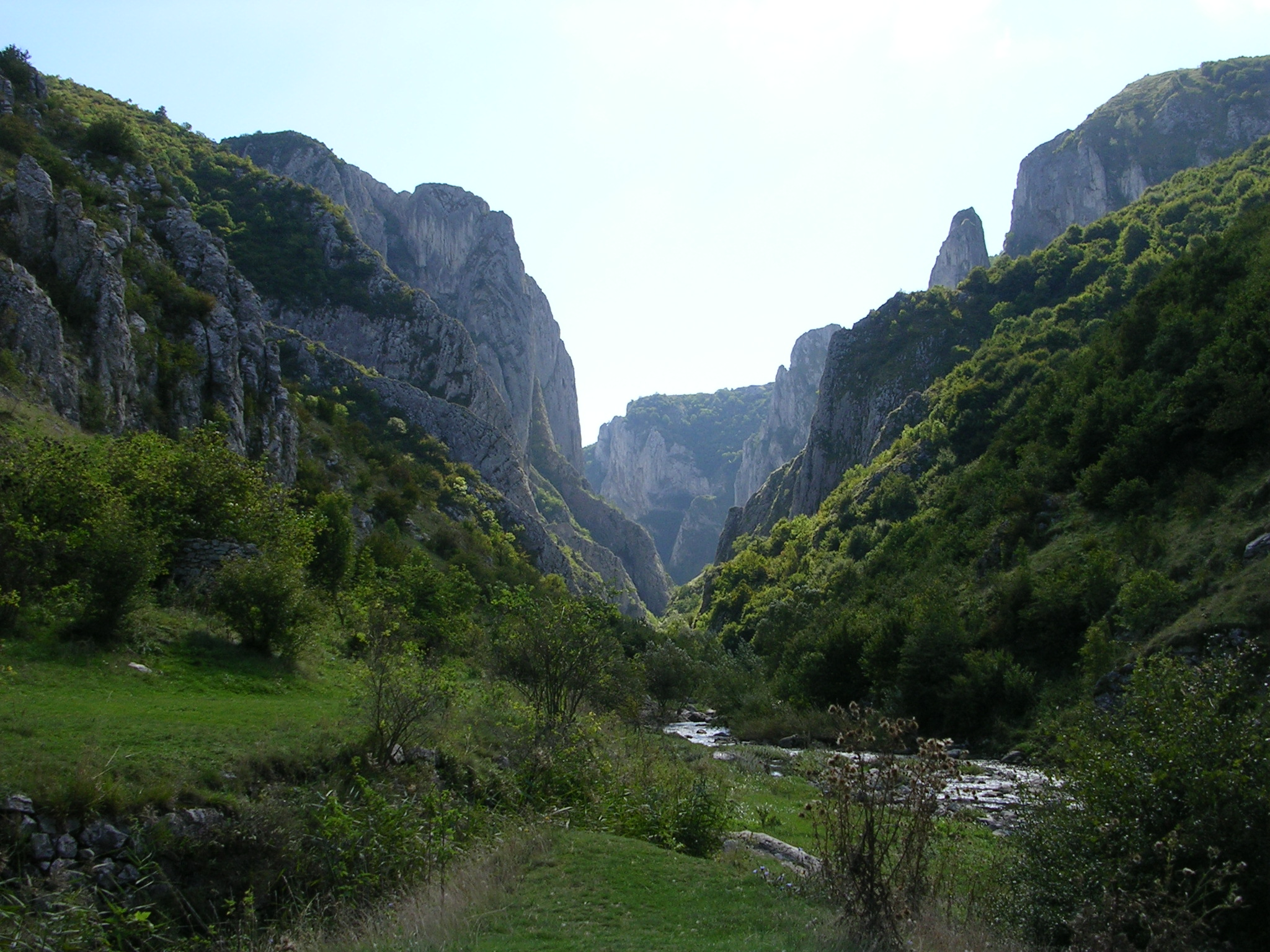
Congost de Turda
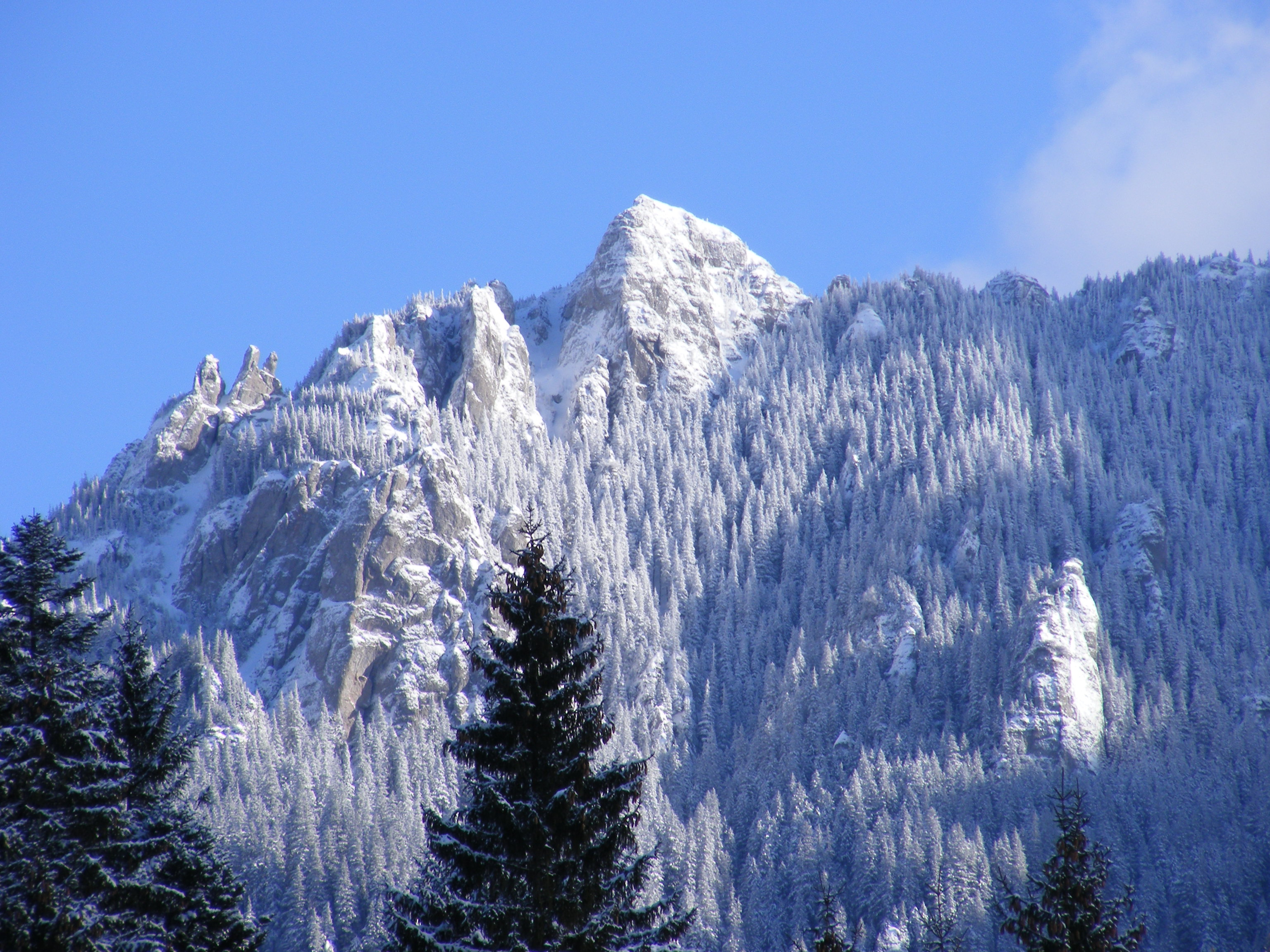
Massís de Ceahlău, comtat de Bacău
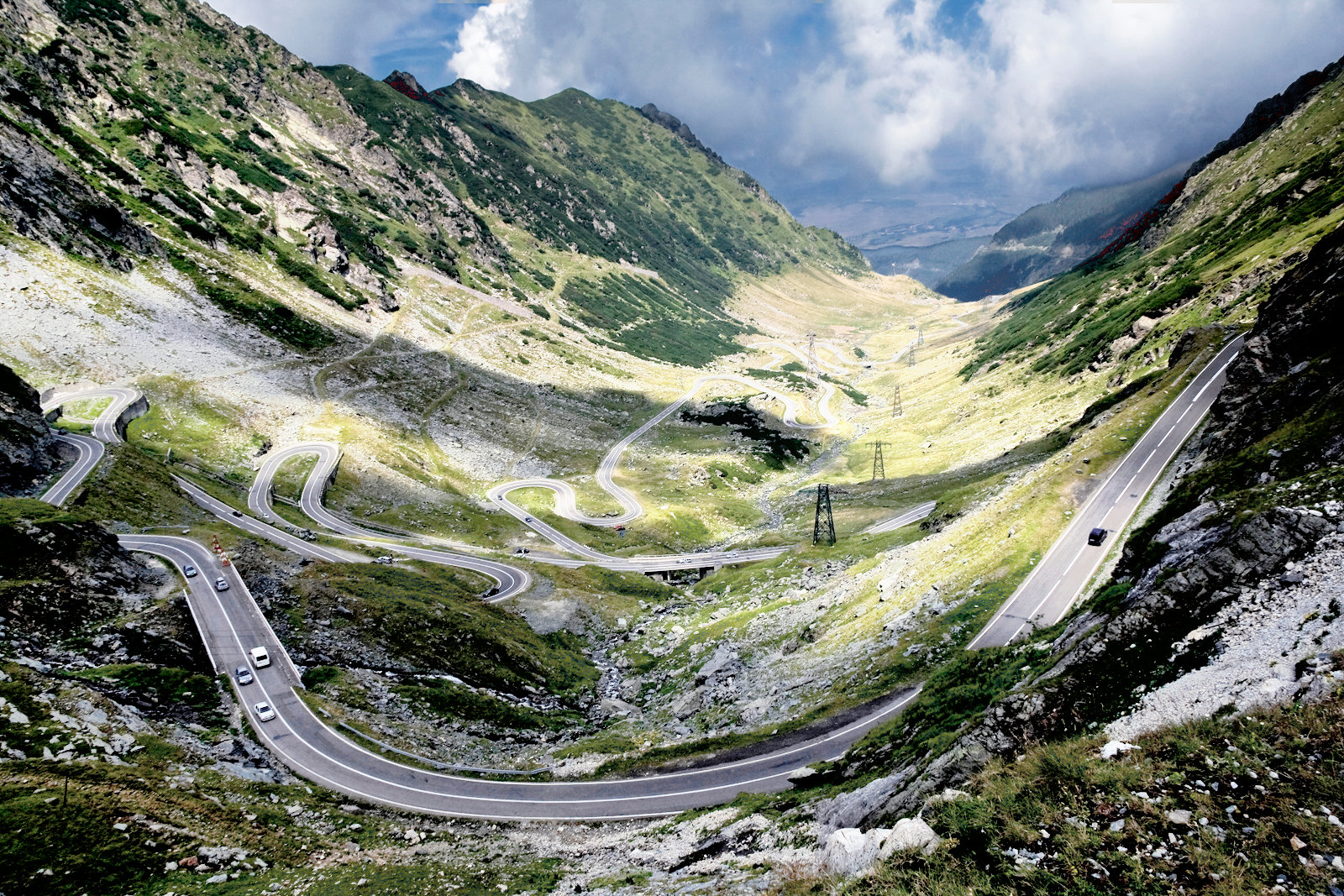
Carretera Transfăgărășan
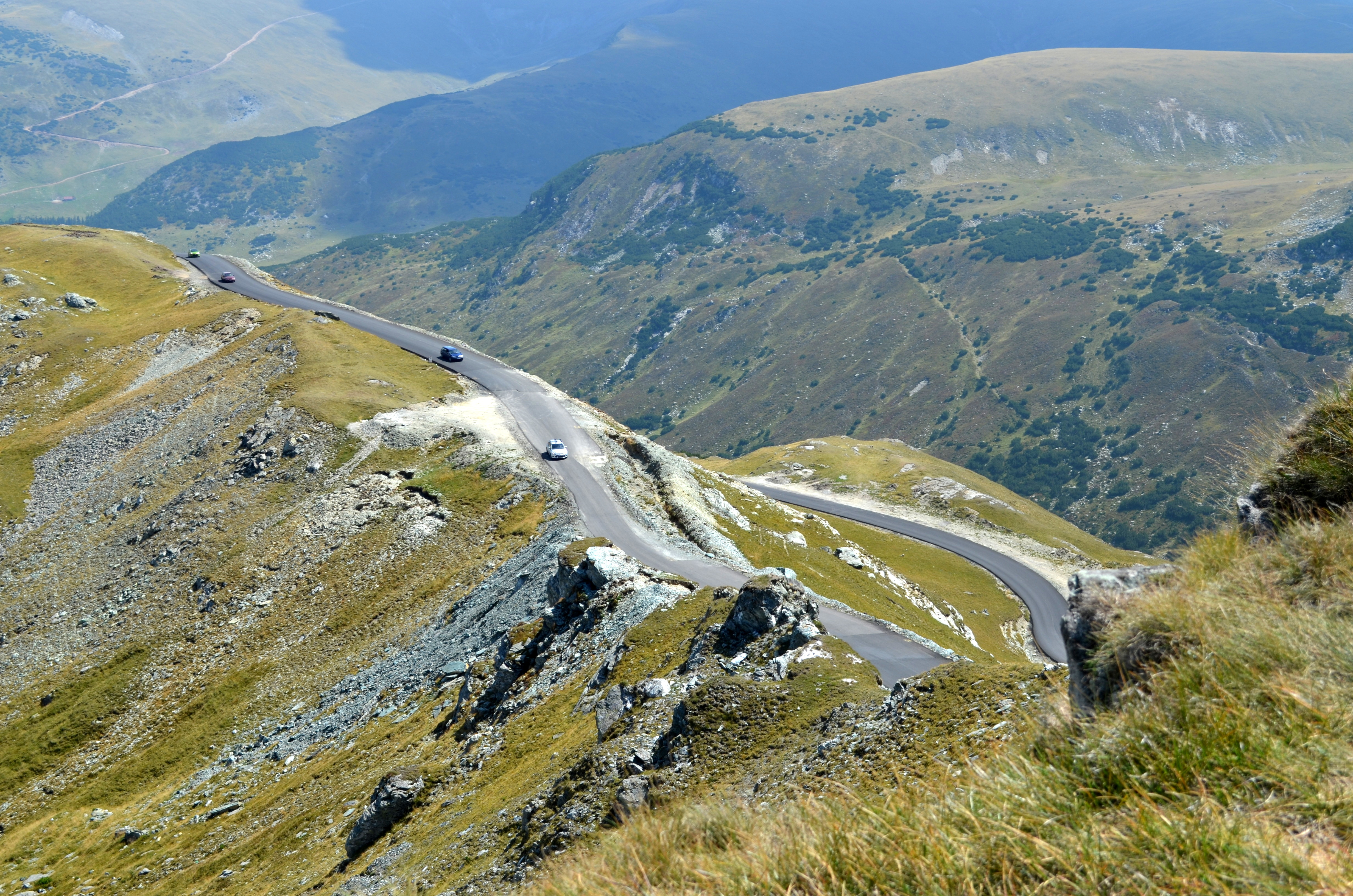
Carretera Transalpina
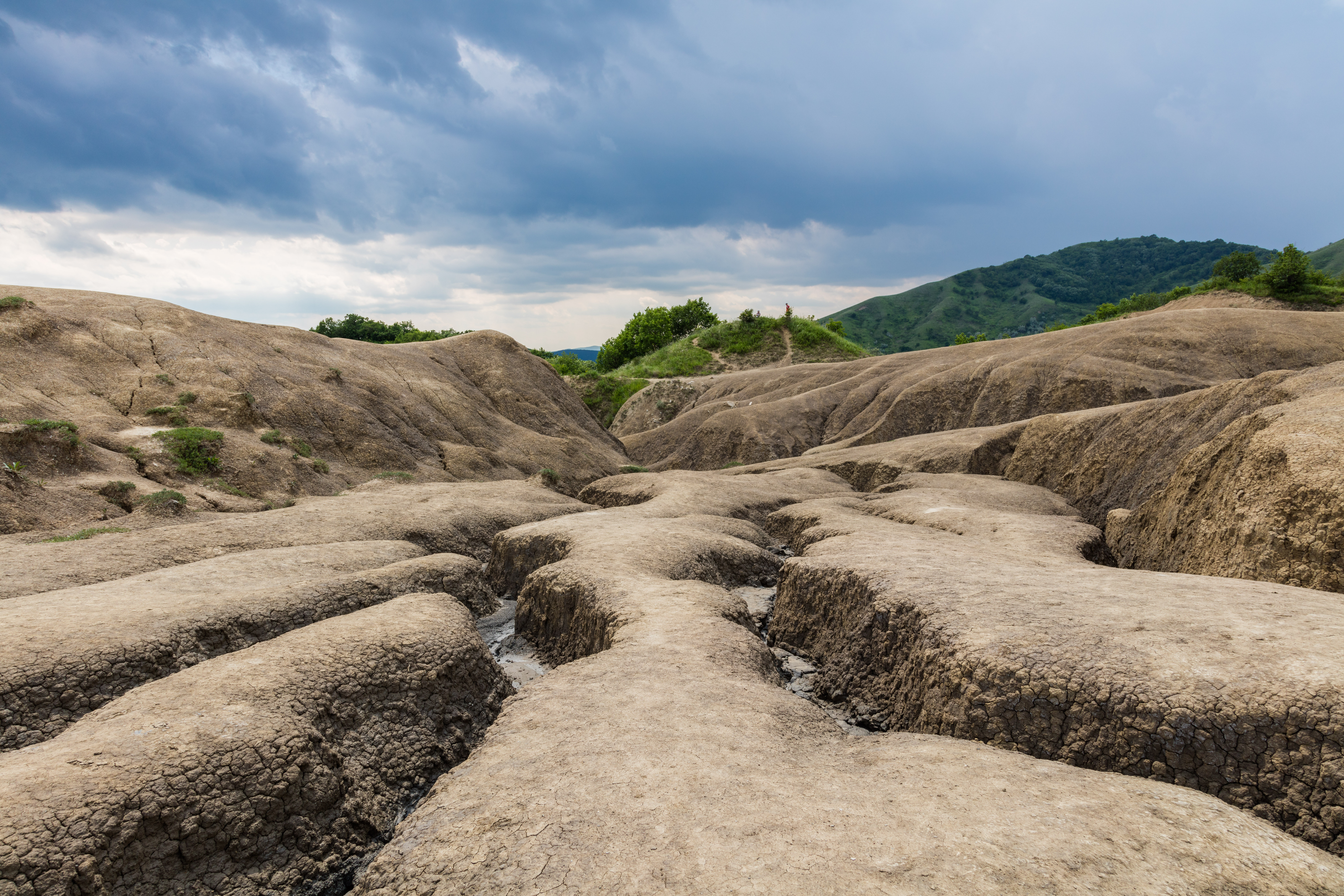
Volcans de fang Berca, comtat de Buzău
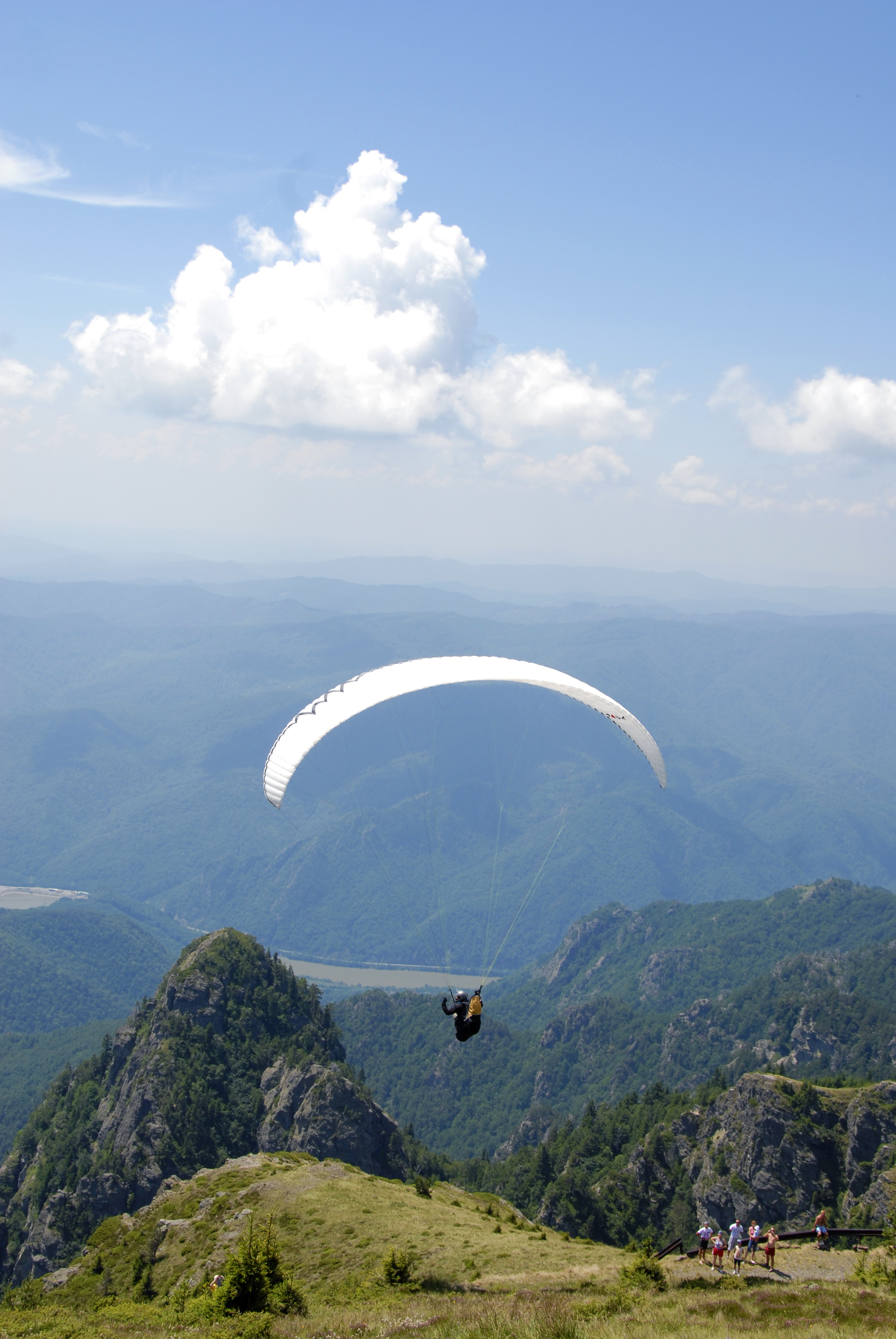
Paisatge muntanyós al parc nacional de Cozia, comtat de Vâlcea
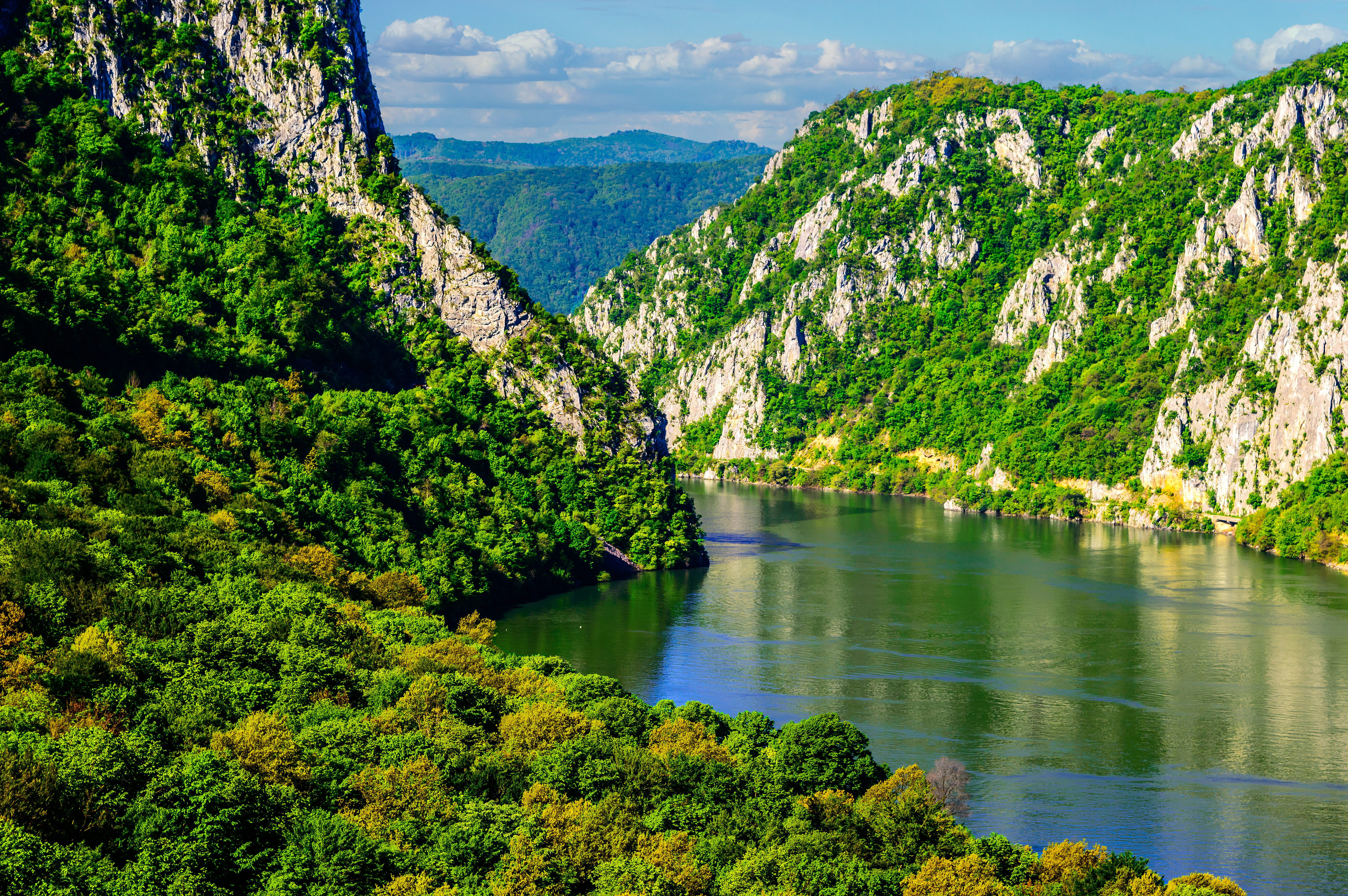
Portes de ferro, (Congost del Danubi)
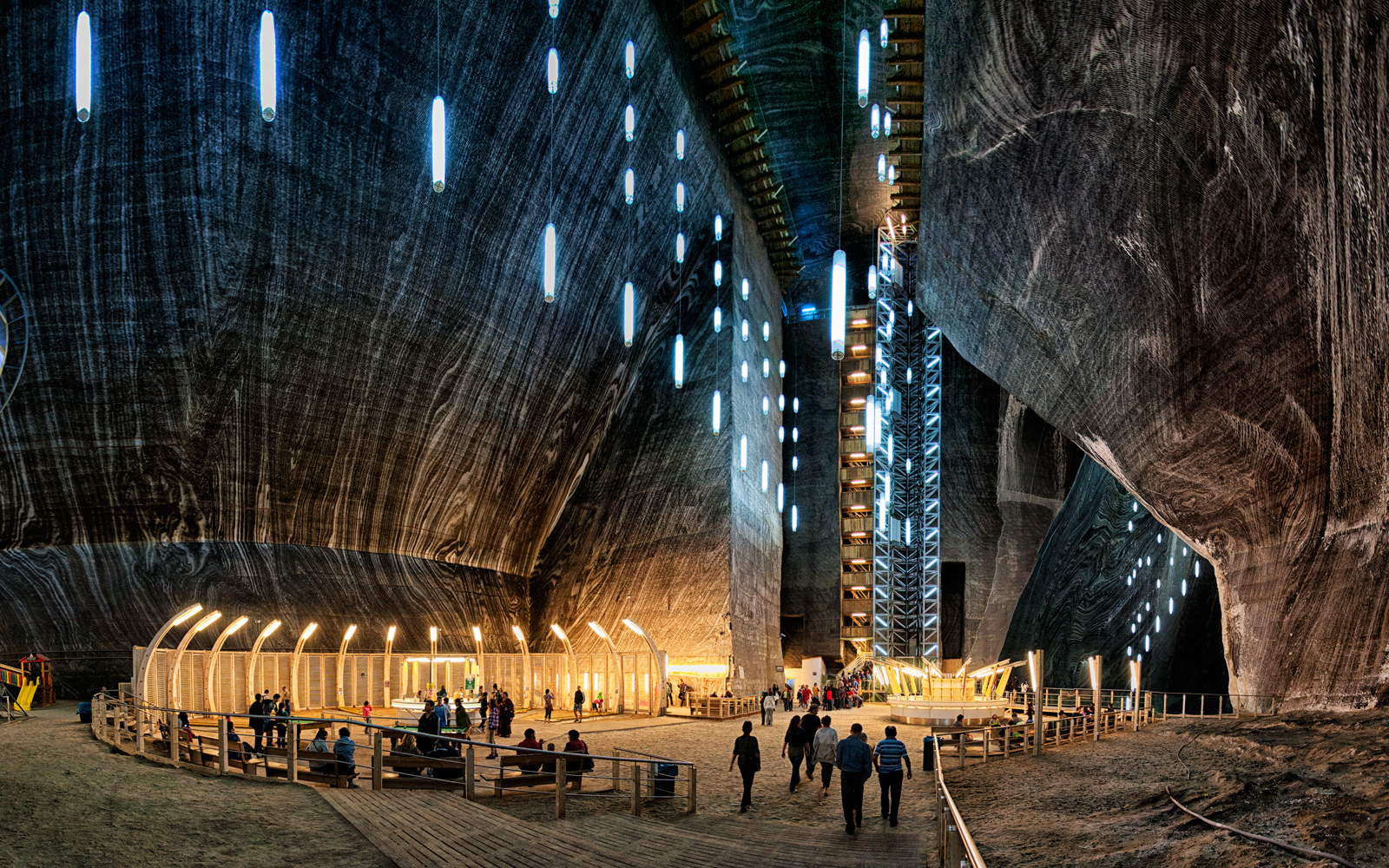
Mina de sal Turda
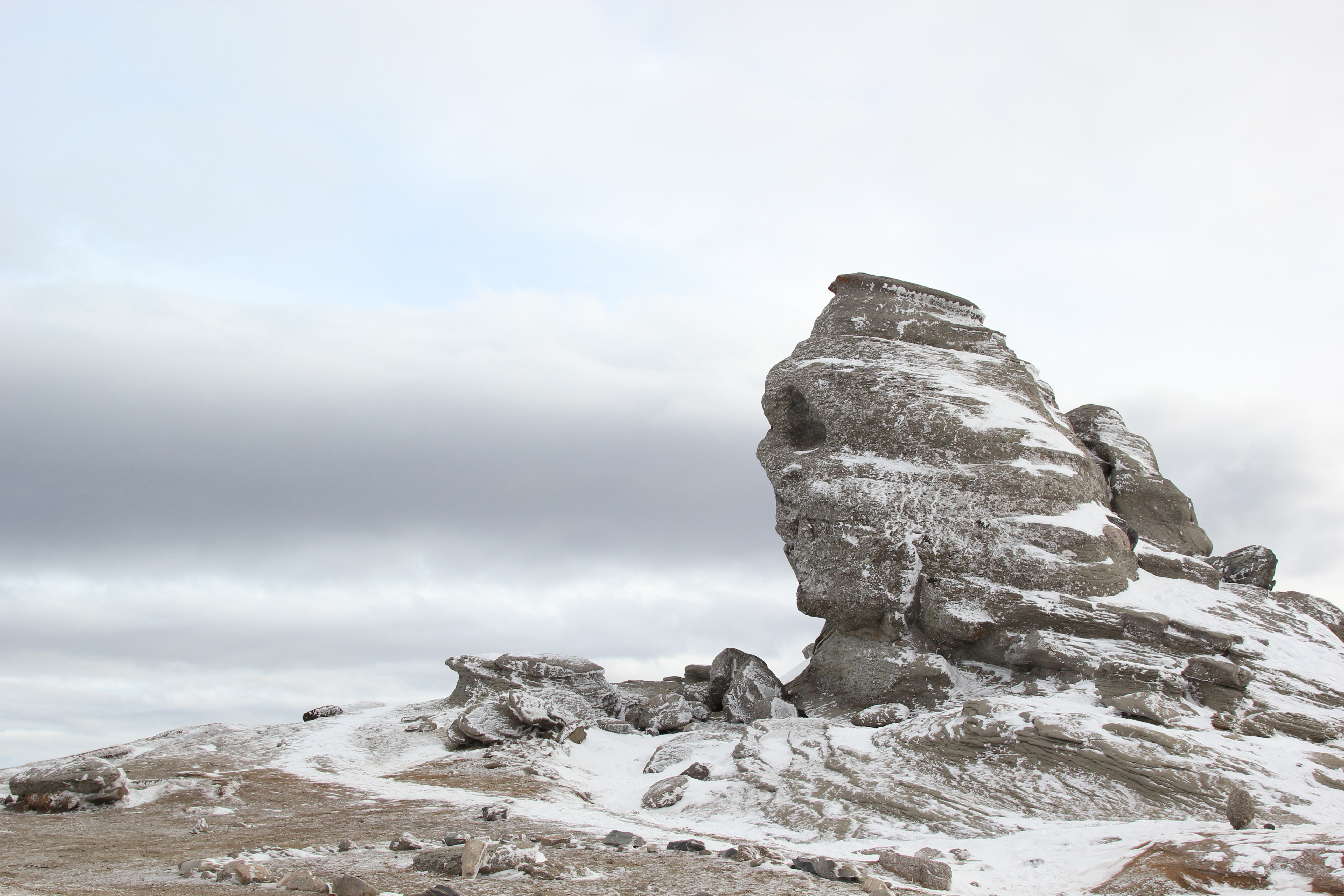
L’Esfinx de les muntanyes de Bucegi
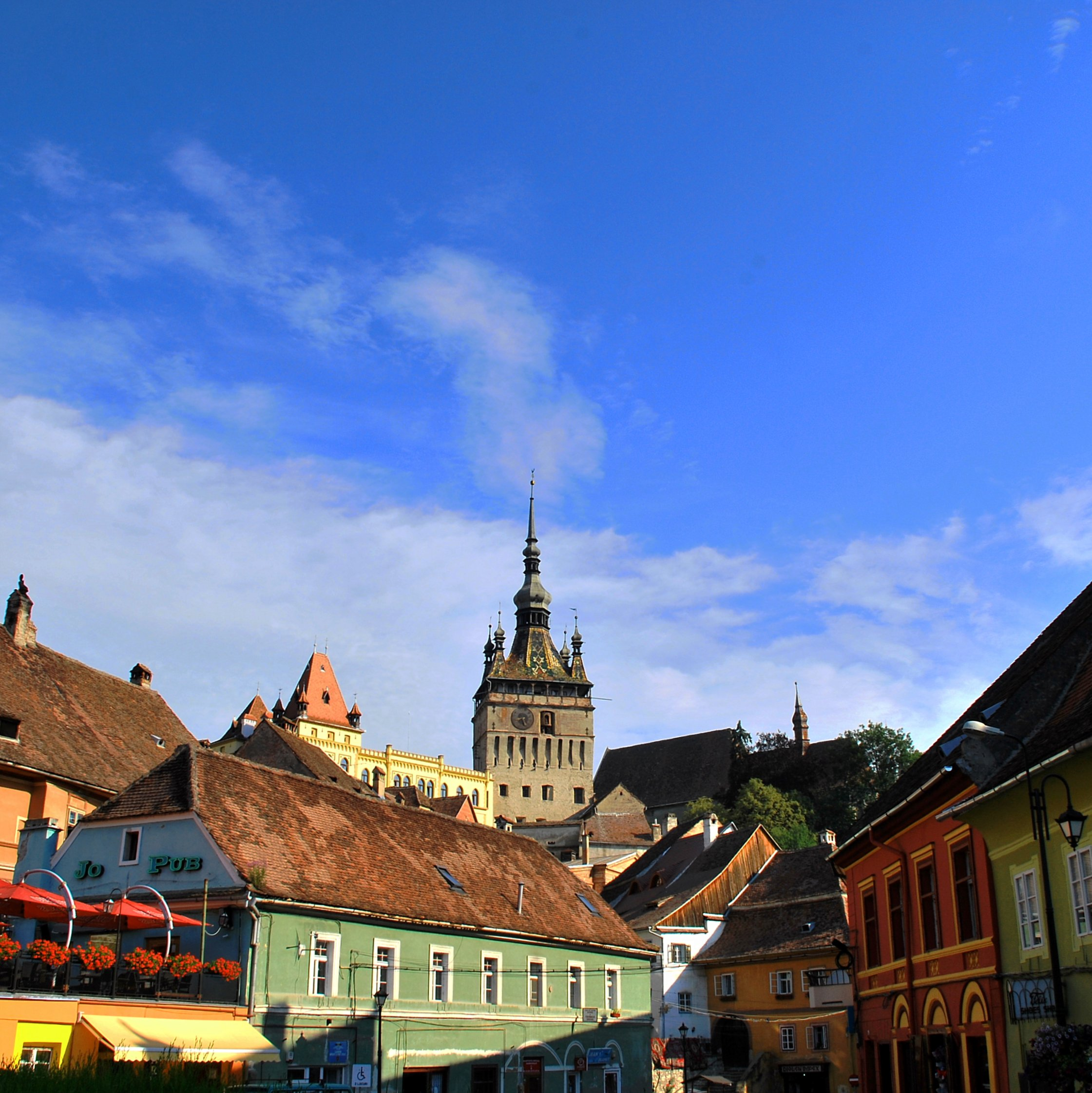
Una part del nucli antic de Sighișoara, comtat de Mureș
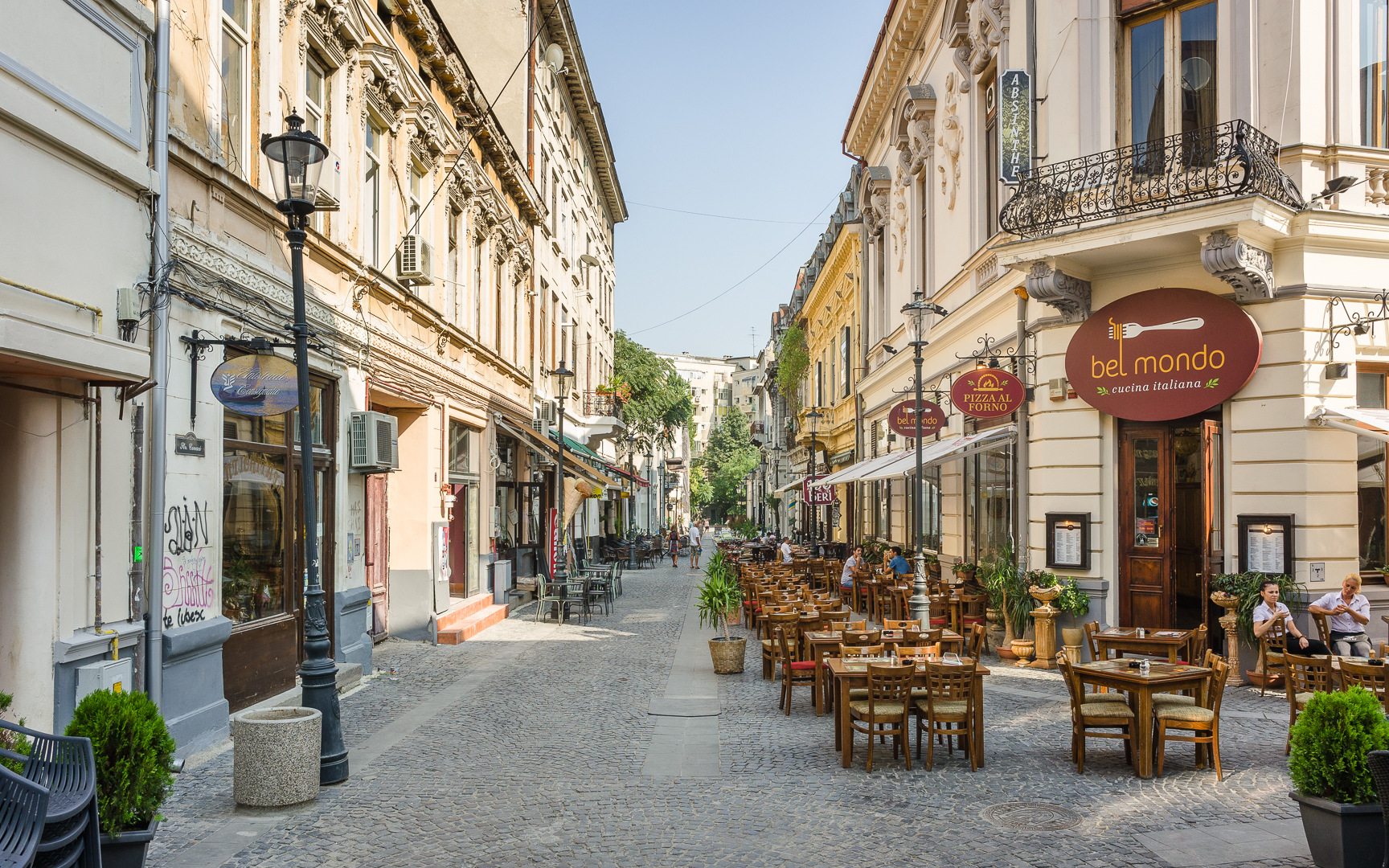
Una part del carrer Lipscani, al nucli antic de Bucarest
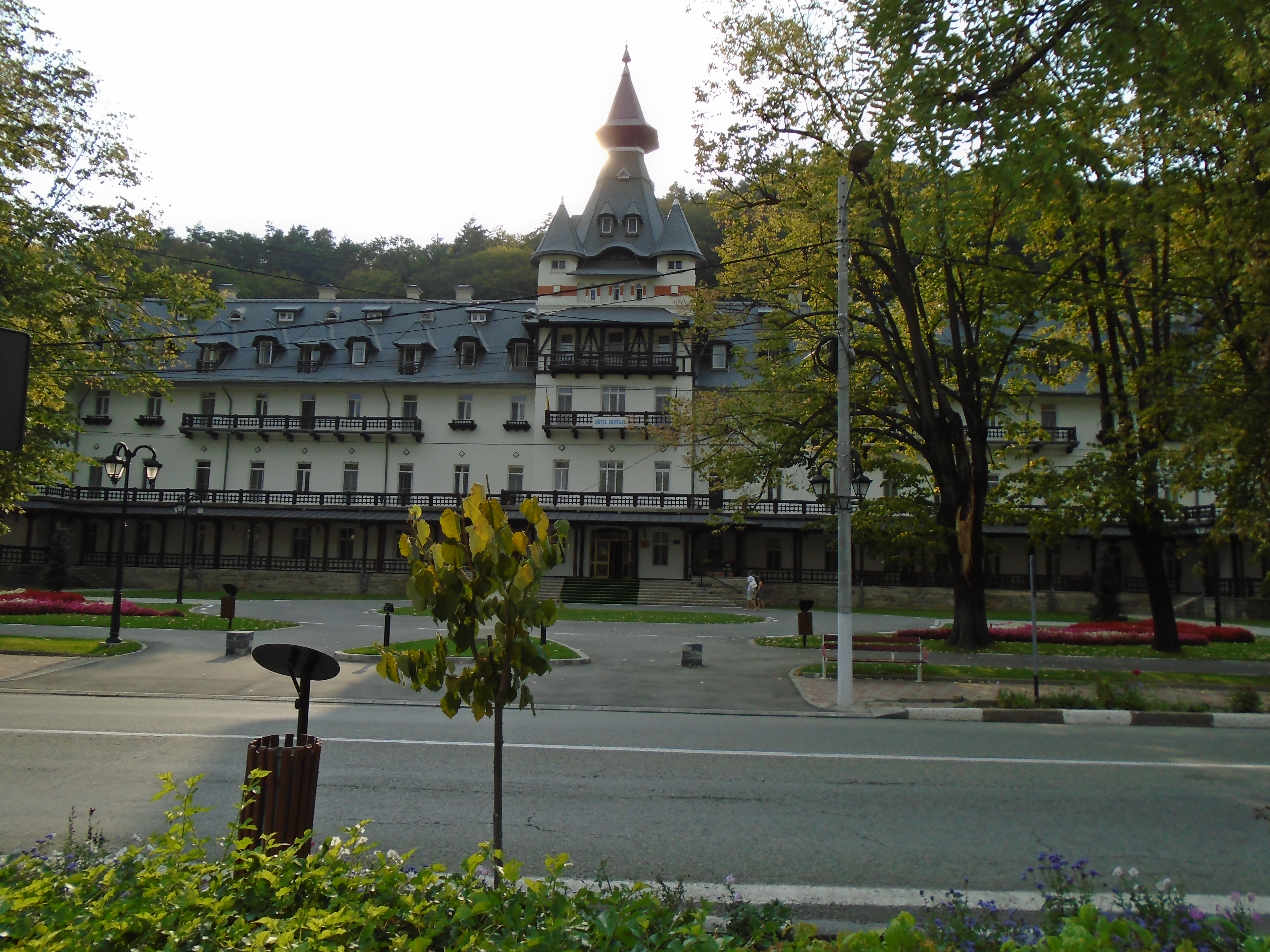
Călimănești
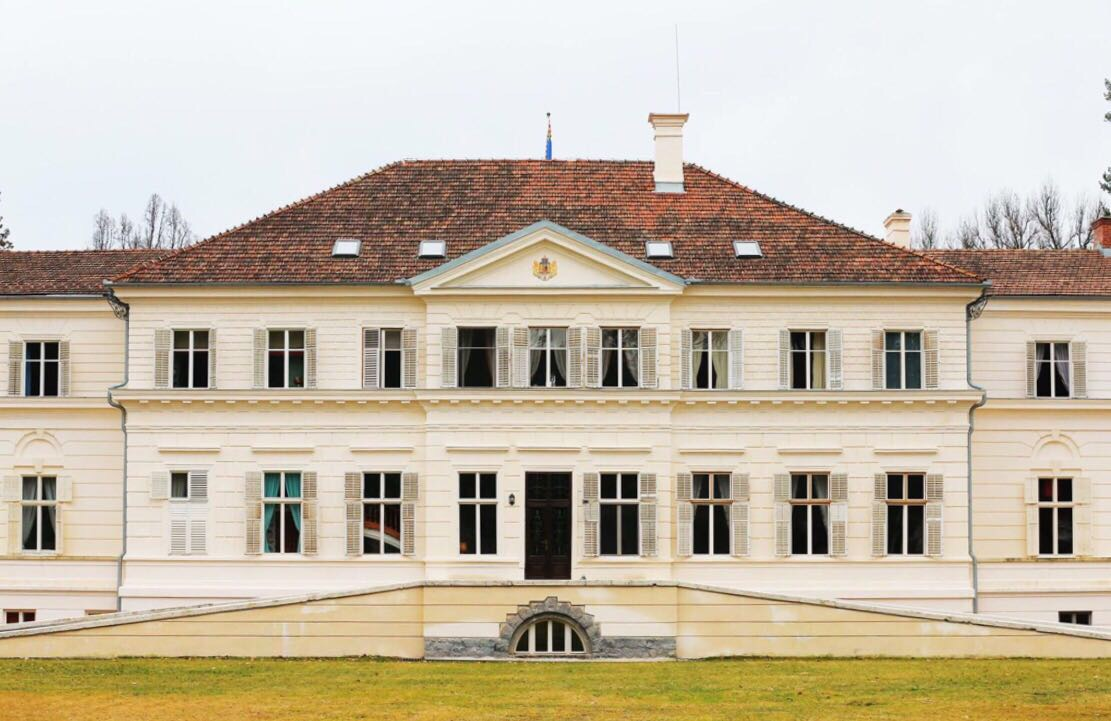
Castell Reial de Săvârșin
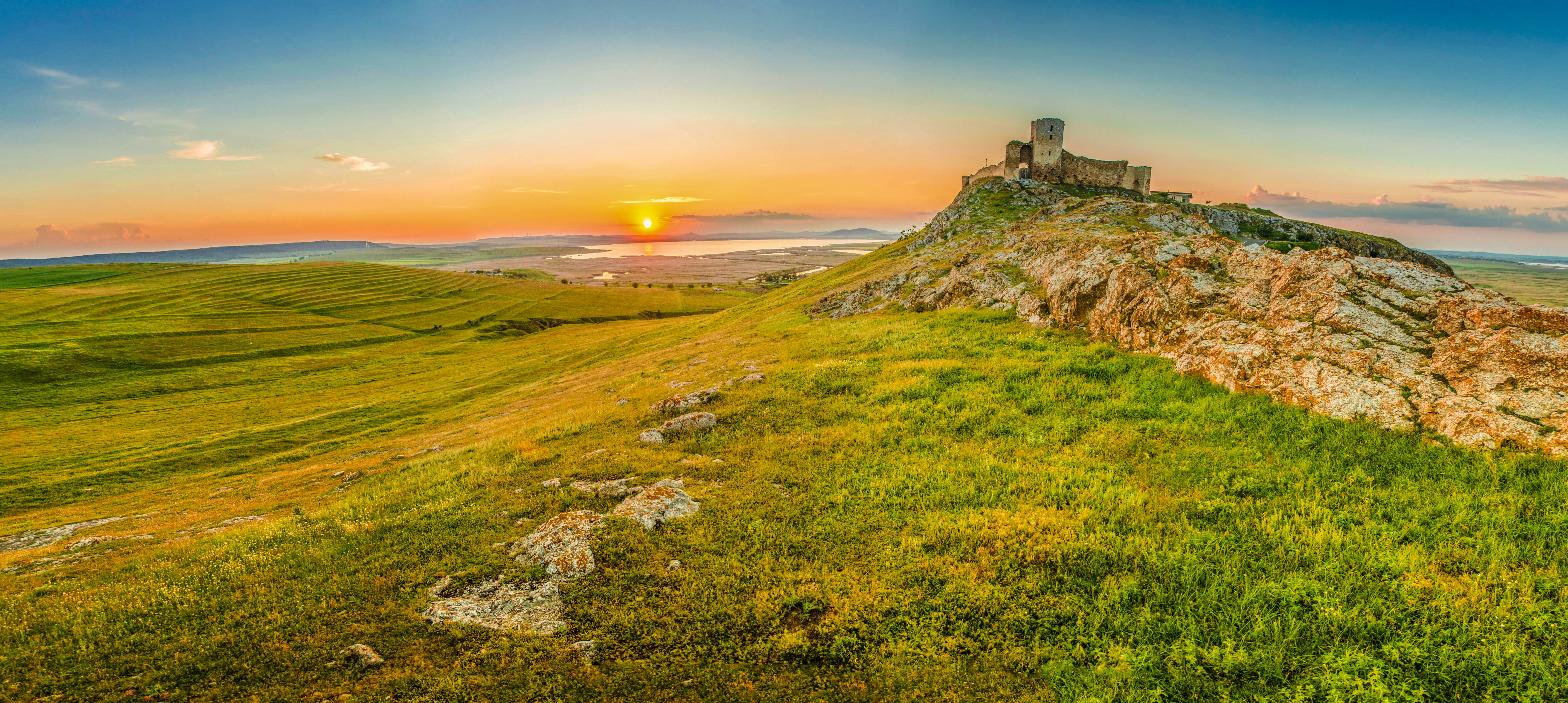
Ciutadella d'Enisala
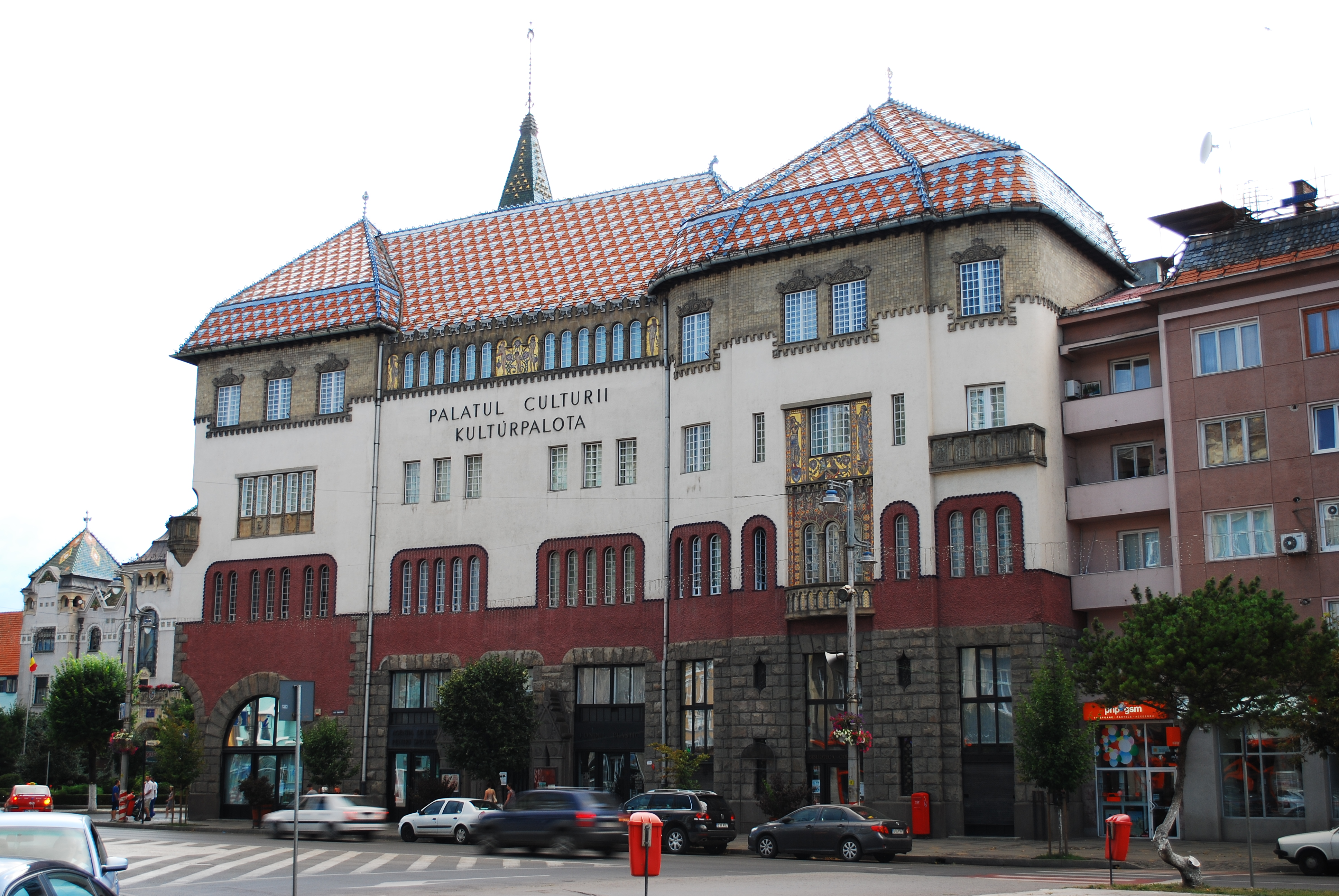
Târgu Mureș
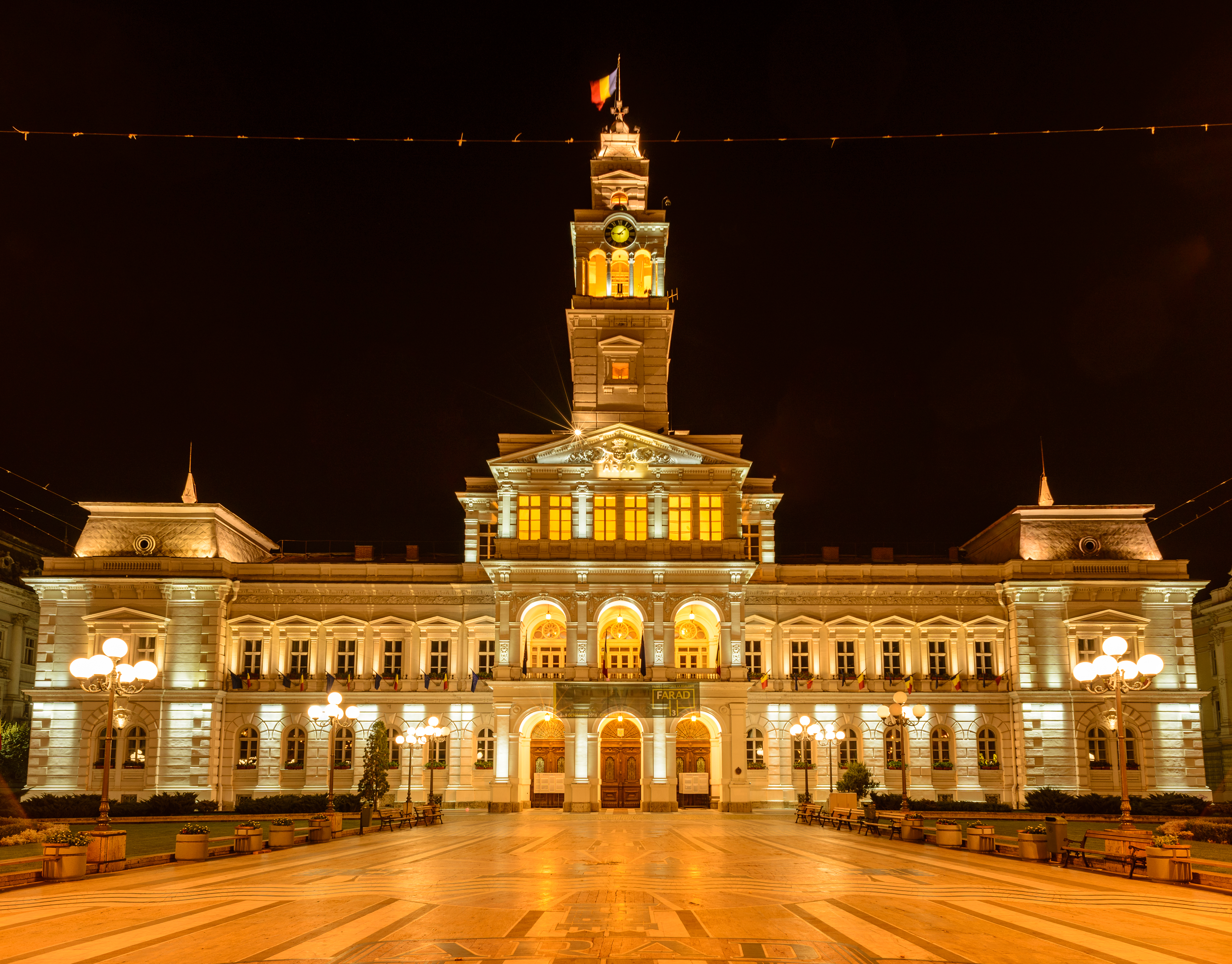
Arad

## Festivals

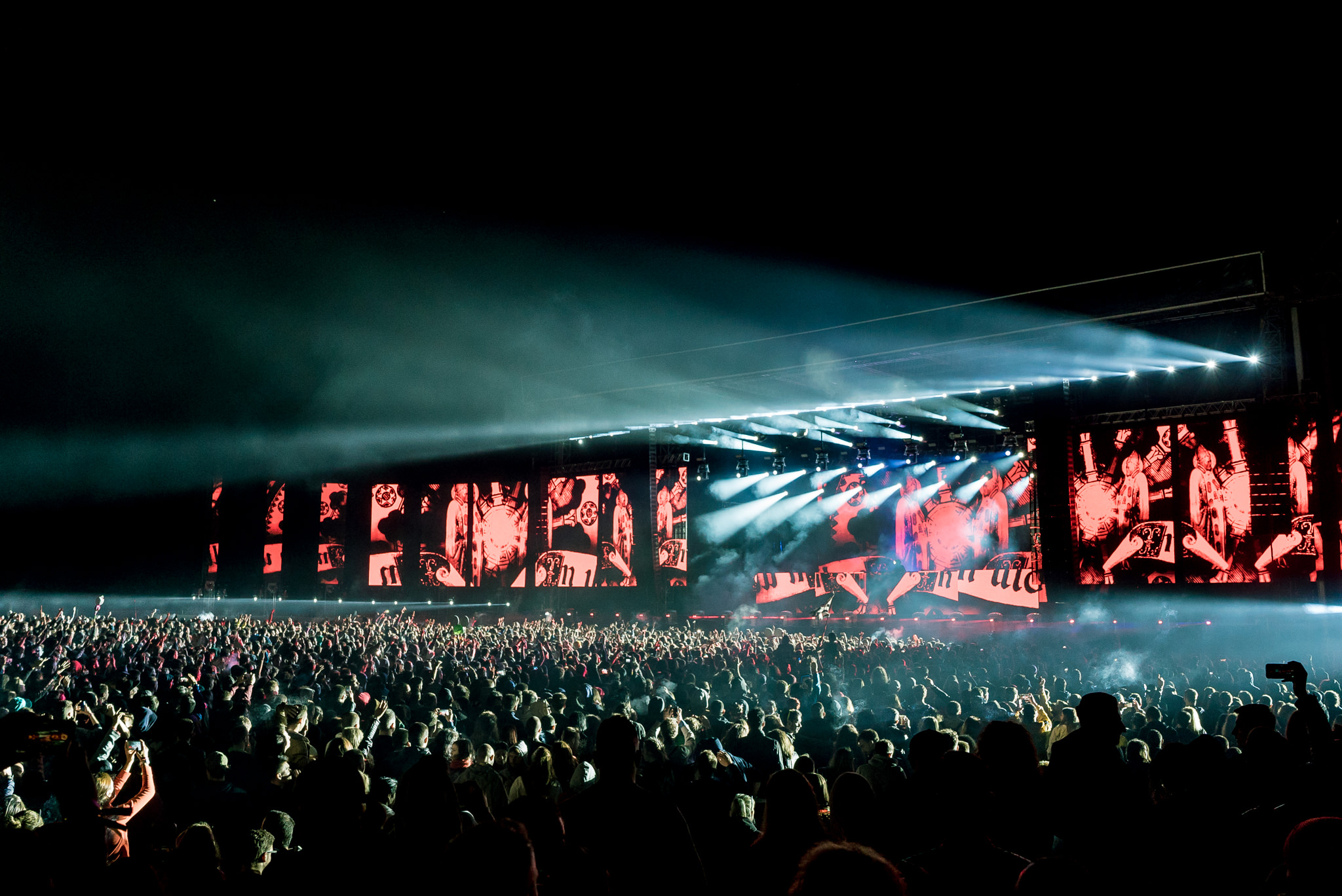
Electric Castle Festival el 2017

- Festival George Enescu, a Bucarest
- Festival de jazz EUROPAfest a Bucarest
- Festival de Jazz Gărâna a Caraș-Severin
- Revolució Festival a Timișoara
- Festival Península / Félsziget a Târgu Mureş
- Festival Golden Stag, a Brașov
- Festival Callatis, a Mangalia
- Electric Castle Festival, al castell de Bonțida Bánffy, prop de Cluj-Napoca
- Festival Internacional de Cinema de Transilvania a Cluj-Napoca
- Untold Festival, a Cluj-Napoca, el festival de música més gran de Romania
- Festival Neversea, a Constança
- Festival Internacional de Teatre a Sibiu
- Festival Medieval de Sighișoara

## Instal·lacions per a viatgers amb discapacitat
Les instal·lacions per a viatgers amb discapacitat a Romania van des de pocs fins a inexistents. Qualsevol persona amb problemes de mobilitat ha d'anar preparat i, idealment, tenir contactes locals. Tot i que des de llavors ha avançat lentament cap a l'accés de minusvàlids i els nous edificis han de ser accessibles amb cadira de rodes, la implementació ha estat molt deficient. A la pràctica, Romania roman en gran manera fora dels límits per a viatgers amb discapacitat.

## Turisme industrial i creatiu
El turisme industrial, com a nínxol de turisme a Romania i com a solució a la reestructuració i desaparició d'antics grans llocs industrials (mineria, metal·lúrgia, indústria pesant), pren interès pel país encara lentament, malgrat la seva adhesió a la Unió Europea. el 2007. Tot i que actualment el país s'enfronta a una llarga i difícil transició econòmica, té una rica història industrial i científica amb moltes de les prioritats del món i encara conserva autèntiques artesanies tradicionals i comunitats rurals. Limitat a algunes àrees geogràfiques i encara no a gran escala, mitjançant fons i projectes europeus, es dona suport a una reactivació sostenible del sector tradicional, que també implica activitats participatives de turisme creatiu.
Contra aquest gran potencial, hi ha relativament poques entitats, la majoria propietat estatal, que organitzen, proporcionen o permeten visites públiques, una de les causes principals de la qual és la dèbil implicació i suport de moltes autoritats públiques. Mentrestant, els agents turístics presten una atenció relativament feble al nucli dur d'aquest nínxol (patrimoni industrial, tècnica, ciència i indústria viva), i pràcticament no hi ha moltes ofertes de paquets d'aquest tipus al mercat, amb algunes excepcions notables: etnogràfica i enoturisme, també alguns ferrocarrils estrets industrials i forestals rehabilitats i màquines de vapor que encara funcionen.

### Atraccions principals
Segons, un directori web d'atraccions turístiques industrials i creatives per a Romania i alguns països veïns, que proporciona fotografies i breus descripcions angleses de cada objectiu, les principals atraccions obertes al públic són:
- Museus tècnics i etnogràfics nacionals i regionals: el Museu Tècnic Nacional Dimitrie Leonida i el Museu de l'Aviació a Bucarest, els museus miners de Brad, Petrosani, Rosia Montana, un museu tècnic a Iasi, el museu del tramvia a Timișoara, el Museu de l'Oli a Ploiesti, els observatoris astronòmics de Bucarest i Bacau, els museus del poble de Bucarest, Pitesti, Sibiu, Cluj, Timișoara, Valcea, Suceava;
- Turisme ferroviari a les galetes estretes recentment rehabilitades de Brad, Abrud, Covasna, Moldovita, Agnita, Va ser, el ferrocarril de muntanya Oravita - Anina es va obrir el 1864;
- els museus de centrals elèctriques de Cernavoda (nuclear), Portes de Ferro (hidràulica, al Danubi, 2200 MW, la més gran de la Unió Europea), Sadu (hidràulica, construïda el 1896), Sinaia (hidràulica, construïda el 1899), Grebla - Resita (hidràulica, construïda el 1904);
- visites a les fàbriques : excepció que fabrica algunes fàbriques d'aliments (xocolata, refrescos, iogurt) que ofereixen visites als escolars, no hi ha empreses importants (automòbils, fabricació, porcellana, tèxtil, alta tecnologia, etc.) que promoguin aquestes visites turístiques. No obstant això, algunes empreses de referència poden acceptar visites a peticions especials (la Resita Works, la metal·lúrgia, la maquinària pesada, fundada el 1771, amb un museu també molt interessant, The Ruschita Marble Exploitation). Un notable programa de visites, iniciat a l'octubre del 2013, ofereix la cerveseria Timisoreana, una fàbrica fundada el 1718, amb un patrimoni molt valuós;
- patrimoni industrial: encara que sigui valuós, una gran majoria dels monuments continuen abandonats pels seus propietaris. No obstant això, es podrien esmentar algunes excepcions;
- esports automobilístics : tot i la manca d'una infraestructura estàndard internacional com les carreres, hi ha federacions nacionals que organitzen esdeveniments per a moltes categories i escoles de curses que ofereixen cursos participatius;
- Mines de sal de: Turda, Praid, Cacica, Slanic Prahova, Ocnele Mari, Ocna Sibiului (llacs salats) són igualment famoses pel seu interès turístic (museus, parcs d'entreteniment subterranis) així com per l' explotació terapèutica (malalties respiratòries)
- Artesania tradicional: talla de fusta, teixit, ceràmica, vidre, brodats. Molts artesans van conservar les tradicions en algunes zones del poble de Moldàvia, Transsilvània i Oltenia. La majoria només venen els seus productes als mercats locals, però comencen a organitzar-se i alguns obren els seus tallers als turistes;
- cellers: algunes vinyes tenen paisatges increïbles i els vins produïts aquí tenen una llarga tradició consolidada. L'enoturisme ofereix presentacions de les tecnologies i les coves d'emmagatzematge i està ben desenvolupat a Romania. Familiars grans cellers: Murfatlar, Cotnari, Dragasani, Recaș, Prahova Valley, Odobesti, Husi, Cricova (a prop de Chisinau, a la República de Moldàvia, és enorme, amb uns 80 quilòmetres de túnels i coves)

## Infraestructures
Actualment hi ha 16 aeroports comercials internacionals en servei. En general, els aeroports del país van ser transitats el 2016 per 16,4 milions de passatgers. El major nombre de passatgers va ser atret per l'aeroport internacional Henri Coandă de Bucarest, que va tancar l'any amb un trànsit de gairebé 11 milions de passatgers.
Romania també té una gran xarxa de ferrocarrils, CIA World Factbook llista Romania amb la 22a xarxa ferroviària més gran del món. La xarxa ferroviària està significativament interconnectada amb altres xarxes ferroviàries europees.